# Giorgio Andreasi
Giorgio Andreasi (Mantova, 31 gennaio 1467 – Reggio Emilia, 22 gennaio 1549) è stato un vescovo cattolico italiano.

## Biografia
Avviato giovanissimo alla carriera ecclesiastica fece il suo ingresso come consigliere alla corte dei Gonzaga per conto di Isabella d'Este. Lavorò come accompagnatore degli Sforza di Milano presso la corte papale. Tenne i contatti con il papa anche per conto del marchese di Mantova Francesco II Gonzaga, che lo premiò con una pensione di 2.000 ducati d'oro.
Nel 1544 venne nominato vescovo di Reggio Emilia e qui morì nel 1549. Venne sepolto a Mantova.